# Jiří Vlach (politik)
Jiří Vlach (* 29. prosince 1952 České Budějovice) je český politik, v 90. letech 20. století poslanec a místopředseda České národní rady a Poslanecké sněmovny za Občanské fórum, ODS a Unii svobody, po roce 2000 1. náměstek hejtmana Jihočeského kraje.

## Biografie
V roce 1978 absolvoval Filozofickou fakultu Univerzity J. E. Purkyně v Brně (dnes Masarykova univerzita), obor psychologie. Až do roku 1990 pracoval v podniku Jihočeské státní lesy.
Po sametové revoluci se zapojil do politiky. V prosinci 1989 se uvádí jako zástupce Koordinačního centra Občanského fóra v Českých Budějovicích. V březnu 1990 se v rámci personální obměny stal předsedou Krajského národního výboru v Jihočeském kraji. V únoru 1990 se stal poslancem České národní rady v rámci procesu kooptací do ČNR. Mandát pak krátce poté obhájil v řádných volbách v roce 1990 za Občanské fórum. Stal se pak členem předsednictva ČNR. V lednu 1991 se stal místopředsedou ČNR. Ve volbách v roce 1992 byl do České národní rady zvolen za ODS (volební obvod Jihočeský kraj).
Počátkem 90. let patřil mezi hlavní politiky ODS. 3. kongres ODS roku 1992 a opětovně 4. kongres ODS v roce 1993 ho zvolil místopředsedou strany. Post místopředsedy neobhájil na 7. kongresu ODS v roce 1996.
Od vzniku samostatné České republiky v lednu 1993 byla ČNR transformována na Poslaneckou sněmovnu Parlamentu České republiky. Zde mandát obhájil ve volbách v roce 1996 a volbách v roce 1998. V letech 1992-1998 byl místopředsedou poslanecké sněmovny a místopředsedou sněmovního organizačního výboru. V lednu 1998 opustil poslanecký klub ODS a přestoupil do nově ustavené Unie svobody. V letech 1998-2001 byl členem zahraničního výboru sněmovny. Na poslanecký mandát rezignoval v červenci 2001. V poslanecké sněmovně ho nahradil Jaroslav Perger.
V krajských volbách roku 2000 byl zvolen do zastupitelstva Budějovického kraje (později Jihočeský kraj) za alianci Čtyřkoalice, v jejímž rámci působila tehdy Unie svobody. Stal se 1. náměstkem hejtmana. Právě kvůli souběhu funkce náměstka hejtmana a poslance rezignoval na poslanecké křeslo s tím, že čekal do léta roku 2001, do schválení legislativy ohledně reformy veřejné správy a rozpočtového určení daní, na které se podílel.
Byl předsedou i jihočeské organizace Unie svobody-DEU. V roce 2004 ovšem vystoupil z Unie svobody a v následných krajských volbách roku 2004 nekandidoval. Už tehdy se o něm mluvilo jako o adeptovi na post ředitele Regionální rozvojové agentury jižních Čech. K roku 2012 se uvádí stále jako ředitel Regionální rozvojové agentury jižních Čech (RERA).